# Modelo sigma não linear
Na teoria quântica de campos, um modelo não-linear σ descreve um campo escalar Σ que assume valores em uma variedade não-linear chamada de variedade alvo T. O modelo não-linear σ foi introduzido por Gell-Mann & Lévy (1960, secção 6), que nomeram o modelo a um campo correspondente a um méson com spin 0 chamado σ no modelo.